# Парцелляция (синтаксис)
Парцелляция — конструкция экспрессивного синтаксиса, представляющая собой намеренное расчленение связного текста на несколько пунктуационно и интонационно самостоятельных отрезков (в терминологии швейцарского лингвиста Шарля Балли — дислокация), например: «Джинсы, твидовый пиджак и хорошая рубашка. Очень хорошая. Моя любимая! Белая. Обычная белая рубашка. Но любимая. Я надел её… и отправился встречать Макса» (Евгений Гришковец, «Рубашка»).

## Структурное и графическое оформление
Показателем синтаксического разрыва на письме является точка или другой знак конца предложения, который ставится внутрь синтаксической структуры, в нейтральных условиях оформляемой как целое несегментированное предложение. Парцеллированная конструкция имеет двучленную структуру — базовую часть и парцеллят. Парцеллятом называется часть конструкции, которая образуется в результате расчленения простого или сложного предложения и грамматически и семантически зависит от предыдущего контекста (базовой части), но при этом обладает специфическими структурными особенностями.

## Функции парцелляции
А. П. Сковородников выделяет четыре функции парцелляции в художественных текстах: изобразительную, характерологическую, эмоционально-выделительную и экспрессивно-грамматическую. Изобразительная функция нацелена на художественную конкретизацию изображаемого. Используется она для следующих задач:
- создания эффекта замедленного кадра;
- выделения деталей из общей картины;
- выделения важного с точки зрения художественно-образной конкретизации изображаемого;
- создания неожиданной паузы, которая способствует увеличению эффекта неожиданности наступления действия;
- усиления эффекта длительности действия;
- усиления изобразительного контраста.

Суть характерологической функции заключается в воспроизведении речевой манеры субъекта повествования или персонажа. Применяется она для:
- выражения периферийной присоединительной связи, характерной для устно-разговорной речи;
- внесения в речь повествователя разговорной интонации присоединения;
- создания контекстов несобственно-прямой речи;
- изображения внутренней речи, а через неё — характеристики состояния субъекта этой внутренней речи.

Эмоционально-выразительная функция реализуется тогда, когда парцелляция «служит средством усиления эмоций, эмоциональной оценки или эмоционального состояния». Здесь можно дифференцировать два случая:
а) парцелляция усиливает эмоциональность высказывания;
б) парцелляция не выражает конкретную эмоцию, однако содержит в себе оценочный компонент.
Парцелляция выполняет экспрессивно-грамматическую функцию, если она служит для выражения каких-либо синтаксических отношений.

## Примеры парцелляции
Ни дымных кухонь. Ни бездомных улиц.

Двенадцать бьёт. Четыре бьёт. И шесть.

И снова. Гулливер. Стоит. Сутулясь.

Плечом. На тучу. Тяжко. Опершись.
— Павел Антокольский. Гулливер

Он тоже пошёл. В магазин. Купить сигарет.
— Василий Шукшин